# Peter Fröhlich (Fußballspieler)
Peter Fröhlich (* 4. Juli 1935) ist ein ehemaliger deutscher Fußballspieler, der für den FC Bayern München in 23 Punktspielen in der Oberliga Süd spielte und drei Tore erzielte.

## Karriere
Fröhlich gehörte dem Kader des FC Bayern München an, für den er in der Saison 1959/60 in einem Pflichtspiel erstmals zum Einsatz kam. Am 13. März 1960 (25. Spieltag) bestritt er das mit 2:4 verlorene Oberligaspiel beim 1. FC Schweinfurt 05. In der Folgesaison bestritt er 18 Punktspiele, in denen er an den letzten vier Spieltagen seine einzigen Tore erzielte. Sein erstes gelang ihm am 9. April 1961 (27. Spieltag) bei der 2:3-Niederlage im Heimspiel gegen Kickers Offenbach mit dem Führungstreffer zum 1:0 in der 13. Minute; sein letztes am 30. April 1961 (30. Spieltag) mit dem Treffer zum 2:1-Sieg in der 63. Minute im Auswärtsspiel gegen den 1. FC Schweinfurt 05. In der Saison 1961/62 bestritt er lediglich das Oberligaspiel, das am 13. August 1961 (2. Spieltag) mit 0:5 im Heimspiel gegen den FC Bayern Hof verloren wurde. In seiner letzten Saison, 1962/63, absolvierte er nur noch drei Oberligaspiele, am 13. Oktober 1962 (9. Spieltag; 2:2 bei Kickers Offenbach), am 21. Oktober 1962 (7. Spieltag, nachgeholt; 3:2-Sieg beim BC Augsburg) und am  28. April 1963 (30. Spieltag; 1:0-Sieg gegen die SpVgg Fürth).
Auf internationaler Vereinsebene kam er einzig am 16. Oktober 1962 im Hinspiel um den Messepokal, dem Vorläufer des UEFA-Pokal-Wettbewerbs, zum Einsatz. In der 1. Runde wirkte er beim 3:0-Sieg gegen eine Auswahl Basler Fußballspieler in Basel mit.